# Maxime Thomas
Pour les articles homonymes, voir Thomas.
Maxime Thomas, né le 17 décembre 1983 à Nancy, est un pongiste handisport français.
Il est médaillé de bronze par équipe aux Jeux paralympiques d'été de 2008 et aux Jeux paralympiques d'été de 2012 et médaillé de bronze individuel aux Jeux paralympiques d'été de 2016.